# Dominique Bernier-Cormier
Pour les articles homonymes, voir Bernier et Cormier (homonymie).
 (mai 2024).
Dominique Bernier-Cormier est un poète québécois et acadien qui écrit en français et en anglais. Né au Québec, il a passé ses étés d'enfance sur la côte acadienne du Nouveau-Brunswick. Cependant, il a grandi à Moscou, Paris et Pékin, où son père travaillait en tant que correspondant étranger pour la télévision de CBC/Radio Canada.
Son œuvre explore souvent les thèmes de l'amour, de la nature et de la vie quotidienne. Il est également reconnu pour son engagement envers l’identité linguistique acadienne, le changement climatique dans le sud de la Louisiane et la promotion de la poésie et de la culture au Québec, participant à des lectures publiques et des événements littéraires à travers la province.
Son poème Fabric a remporté le prix Ralph Gustafson de la revue The Fiddlehead en 2017. Son premier livre, Correspondent, a été publié par Goose Lane Editions en 2018. Son second livre, Entre Rive et Shore, publié en 2023, est une œuvre poétique explorant la dualité linguistique à travers le prisme de la traduction et d'une série de réflexions personnelles et historiques. Il utilise l’histoire de son ancêtre, Pierrot Cormier, qui aurait échappé à une prison britannique la veille de la Déportation acadienne en se déguisant en femme, pour réfléchir sur ce que signifie vivre entre deux langues.

## Publications
- Correspondent, Goose Lane Editions, 2018
- Entre Rive et Shore, Goose Lane Editions, 2023